# 埃里希·凯勒
埃里希·凯勒（德语：Erich Kähler，1906年1月16日—2000年5月31日）德国数学家，对几何学和数学物理学有广泛的兴趣，为代数几何和弦理论打下了重要的数学基础。

## 教育和生活
埃里希·凯勒出生于莱比锡，是电报检查员恩斯特·凯勒的儿子。在母亲埃尔萨·戈切赠送给他有关斯文·海丁的书后，年幼的凯勒受到启发，想成为一名探险家，很快将他对探险的热情转向了天文学。据说他在高中时就写了一篇长达50页的关于分数微积分的论文，希望它能让他获得博士学位。他的老师回复他说，他必须先上大学课程才行。
1924年，凯勒在莱比锡大学注册，学习伽罗瓦理论，结识了数学家埃米爾·阿廷，并在利奥·利希滕斯坦（Leon Lichtenstein）的指导下进行研究。尽管仍然着迷于天体力学，凯勒撰写了一篇关于旋转液体的平衡解存在性的论文，该解源于n体问题的某些解，并于 1928 年获得博士学位。他在莱比锡继续学习了一年，得到了德国科学共同体的奖学金资助，但在 1929 年曾在科尼斯堡大学担任研究助理。1930年，凯勒加入汉堡大学数学系，师从威廉·布拉什克，撰写了一篇关于“代数方程的积分”的博士后论文。1931年至1932年，他在罗马与意大利几何学家，包括恩里克斯、卡斯特尔努奥沃、莱维-奇维塔、塞鲁等人一起工作，这使他于1932年发表了关于现在称为凯勒度量的著名论文。凯勒在回到汉堡后继续工作，直到1935年前往科尼斯堡大学，一年后被提供一个普通教授职位。1938年，他娶了他的第一任妻子吕伊斯·冈特尔（Luise Günther）。
在二战前几年，凯勒是希特勒和德国民族主义的支持者，他报告说他于1935年自愿加入德国军队，于1937年加入海军，1939年8月24日在波兰入侵前加入了陆军。战争接近尾声时，他被派往德占法国的圣纳泽尔潜艇基地，后来被盟军俘虏，被送往伊勒德雷岛的战俘营，然后又被转移到穆尔桑的另一个营地。在这段时间里，由于得到了法国物理学家弗雷德里克·朱利奥-居里和数学家艾利·卡当的帮助，凯勒得以研究数学，并收到了数学书籍和论文，能够在狱中继续工作。他于1947年被释放。他报告说，他对希特勒的誓言（作为公务员）对他非常重要，并且在数十年后的1988年接受桑福德·西格尔采访时仍然是第三帝国的辩护者。一位前学生在1988年报告说，他在办公室里放着一面纳粹海军旗帜。
作为战俘释放后的数学家，凯勒回到汉堡大学担任临时讲师。他在1948年接受了他的母校莱比锡大学的教授职位，填补了1945年Paul Koebe去世后留下的职位空缺。但是在同一年，苏联占领当局开始将该地区的行政权移交给德国共产主义领导人，从1949年10月起，该地区成为新成立的东德的一部分。凯勒在接下来的十年里对东德的生活变得越来越不满意，最终决定在1958年离开，担任柏林工业大学的讲师。在那里，他被誉为当时最伟大的数学家之一，他的讲座吸引了来自工程和科学学科的600名学生。在1964年，他回到了汉堡大学，填补了Emil Artin于1962年去世后留下的职位空缺。他的妻子Luise在1970年生病去世，Kähler娶了第二任妻子Charlotte Schulze，她是他在战争中去世的兄弟的遗孀。Kähler一直在汉堡大学工作，直到1974年退休。
退休后，凯勒仍然是一位活跃的研究者，写了一些关于物理学和龐加萊群基础的重要论文，以及一些哲学论文。

## 贡献
作为一名数学家，凯勒以多项贡献而闻名：他提出了关于非线性解析微分系统的Cartan-Kähler定理；提出了复流形上的Kähler度量的概念；提出了Kähler微分，提供了一种纯代数理论，并被广泛采用于代数几何。在所有这些贡献中，微分形式理论都起到了重要作用，凯勒被认为是从Élie Cartan提出的理论的形式起源时期开始发展这一理论的重要人物之一。
以他的名字命名的Kähler流形是指复流形，它具有黎曼度量和辛形式，三种结构相互兼容。
K3曲面以Kummer、凯勒和小平命名。
他早期的工作是关于天体力学的；他也是方案理论的先驱之一，尽管他的想法从未被广泛采用。